# DFTD

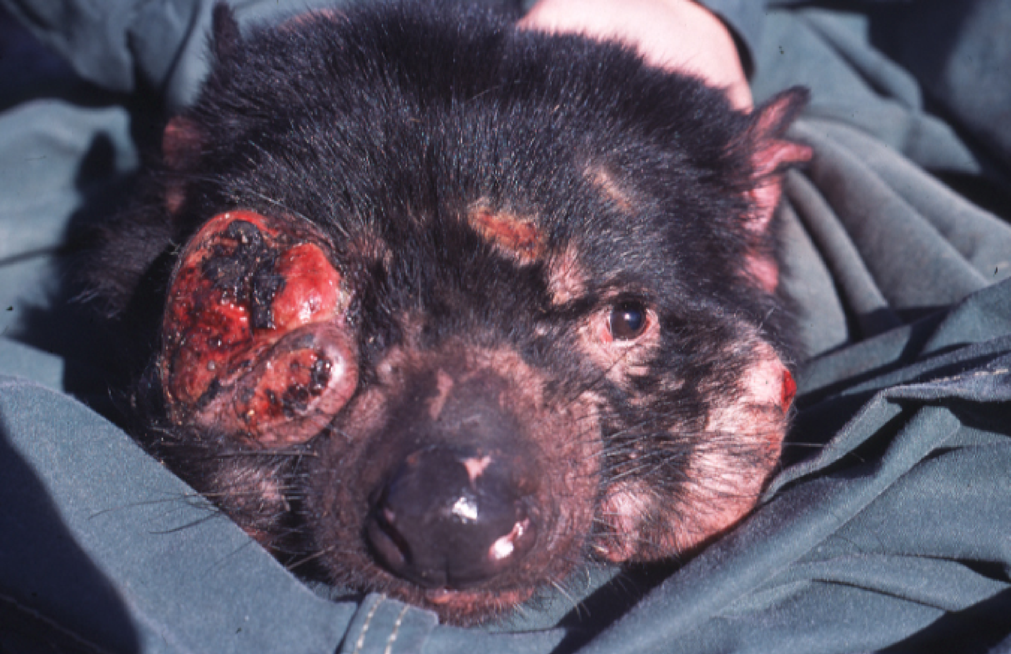
Diabeł tasmański z objawami DFTD.

DFTD (ang. Devil Facial Tumour Disease), rak pyska diabła – zakaźny nowotwór diabła tasmańskiego. Objawia się w postaci zmian i guzów wokół pyska. W zmianach rozwija się nowotwór złośliwy, który następnie rozprzestrzenia się z pyska na całe ciało. Guzy ograniczają możliwość pobierania pokarmu i w konsekwencji mogą doprowadzić do śmierci głodowej.
Pierwszy oficjalny opis pochodzi z 1996. W następnej dekadzie choroba siała zniszczenie w dzikiej populacji diabła tasmańskiego, z oszacowaniami spadku w zakresie 20-50% na powierzchni ponad 65% stanu Tasmania. Wysoko zagęszczone populacje dotknięte nowotworem miały nawet 100% śmiertelność w czasie 12-18 miesięcy. Choroba występowała głównie we wschodniej części stanu.

## Charakterystyka nowotworu

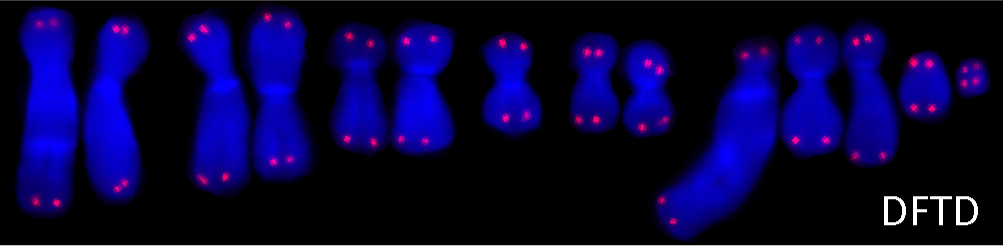
Kariotyp

W 2005 roku, wykorzystując hodowle tkanek nowotworowych, zidentyfikowano DFTD jako guz neuroendokrynny. Wszystkie komórki nowotworowe mają identyczne rearanżacje chromosomalne. Początkowo myślano, że przyczyną DFTD jest wirus, ale nie znaleziono dowodów na jego obecność w komórkach nowotworowych. Podejrzewano również udział toksyn środowiskowych w patogenezie schorzenia. Okazało się, że komórki nowotworowe same stanowią czynnik zakaźny, który szerzy się poprzez pogryzienie, spożywanie tego samego pokarmu oraz agresywne zachowania związane z kopulacją.  
Końcowe potwierdzenie przyszło, gdy Anne-Maree Pearse ze współpracownikami znaleźli zainfekowane zwierzę, które miało zaburzenia chromosomalne w komórkach nienowotworowych, które nie pojawiły się w komórkach guza, udowadniając tym samym, że komórki nowotworowe nie mogły pochodzić od komórek własnych zwierzęcia. Pearse uważa, że to odkrycie może mieć decydujące znaczenie dla przetrwania diabła tasmańskiego. Od czerwca 2005 odnaleziono 3 samice częściowo odporne na DFTD. 
Diabły tasmańskie mają 14 chromosomów, podczas gdy guz nowotworowy posiada ich 13. Komórki DFTD mają podobne nieprawidłowości kariotypu jak komórki CTVT, psiego nowotworu przenoszonego pomiędzy zwierzętami drogą płciową.
W styczniu 2010 międzynarodowa grupa naukowców ogłosiła, że DFTD wywodzi się z komórek Schwanna spoza centralnego układu nerwowego.
CTVT i DFTD są jedynymi znanymi nowotworami zakaźnymi (2011).

## Czynniki sprzyjające zakażeniom i wysokiej śmiertelności
DFTD może się skutecznie rozprzestrzeniać w populacji diabłów tasmańskich, gdyż do ich zachowań godowych należy gryzienie, oraz ze względu na znaczną agresywność. Zmiany nowotworowe z czasem stają się kruche, co ułatwia zakażenia. Do rozprzestrzeniania choroby przyczynia się też niska różnorodność genetyczna diabłów.
Początkowo owa różnorodność genetyczna była uważana za powód braku reakcji układu immunologicznego. Przyczyną miało być to, że przy zarażaniu, komórki nowotworowe nie były rozpoznawane przez układ immunologiczny jako komórki „obce”, skutkiem czego organizm zwierzęcia nie próbował zwalczyć nowotworu.
Późniejsze badania wykazały, że przyczyna może być inna. Odkryto, że komórki nowotworowe zatraciły, w drodze zmian epigenetycznych, możliwość ekspresji genów MHC co oznacza brak białek na powierzchni komórki będących znacznikiem dla układu immunologicznego pozwalającym odróżnić mu tkanki obce od własnych. Naukowcy sugerują, że lepsze zrozumienie tego problemu może być kluczem do stworzenia szczepionki na chorobę trawiącą populacje diabła tasmańskiego.

## Skutki
Przypuszcza się, że w wyniku presji ewolucyjnej wywieranej przez DFTD obniża się wiek wydania pierwszego miotu. Z drugiej strony DFTD staje się coraz bardziej różnorodny genetycznie. Przypuszcza się, że zarażone samice mają zwiększoną receptywność seksualną.